# Eremaeus grandis
Eremaeus grandis är en kvalsterart som beskrevs av Hammer 1952. Eremaeus grandis ingår i släktet Eremaeus och familjen Eremaeidae. Inga underarter finns listade i Catalogue of Life.